# コンスタンティン・ニクラエ
コンスタンチン・ニクラエ（Constantin Niculae 1955年4月1日- ）はルーマニアのドゥンボヴィツァ県出身の柔道選手。階級は65kg級。身長173cm。

## 人物
1980年のモスクワオリンピック65kg級では初戦で敗れた。1981年のヨーロッパ選手権では優勝した。世界選手権では決勝まで進むものの、柏崎克彦に横四方固で敗れたが銀メダルを獲得した。1984年のロサンゼルスオリンピックでは7位に終わりメダルを獲得できなかった。

## 主な戦績
- 1979年 - ドイツ国際　優勝
- 1980年 - 東ドイツ国際　優勝
- 1981年 - ヨーロッパ選手権　優勝
- 1981年 - 世界選手権　2位
- 1983年 - ルーマニア国際　優勝
- 1984年 - ハンガリー国際　2位
- 1984年 - ロサンゼルスオリンピック　7位